# 堀田くに
堀田 くに（ほった くに、1890年4月26日 - 1985年8月10日）は、日本の女性運動家。富山県高岡市出身。石川県立金沢第一高等女学校卒業。

## 生涯
廻船問屋堀田善右衛門の娘として生まれる。堀田家は、南北朝時代に後醍醐天皇第8皇子宗良親王を奉じて越中に落ち延びた朝臣の子孫で、親王を守り立てるために廻船問屋業を始めたという。
この廻船問屋は、くにの代で廃業となる。大正14年（1925年）、船荷を運ぶ女性労働者の子どもたちが浜辺に放置されるままであるのを見かねて、くには富山県初の託児所である伏木託児所（現在の伏木保育園）を開設した。1942年に厚生大臣表彰、1954年に藍綬褒章、1964年に勲五等宝冠章を受けた。
夫は富山県会議長の堀田勝文（1885～1952）。婿養子であり、旧姓は野口。日本窒素肥料を創業した野口家出身で、従兄は実業家の野口遵、兄は内務官僚の野口淳吉。旧制魚津中学を経て、慶應義塾大学部の理財科を1907年に卒業後、1911年に婿となった。三男は作家の堀田善衞。また、経済学者の堀田一善は孫に当たる。

## 参考
- 堀田くに｜伏木保育園
- 「不況の中、託児所を創設」『済美に集う : 石川県立金沢第一高女の光陰』　北国出版社　1981年　74-78頁
- 「堀田くに」『富山大百科事典』下　北日本新聞社　1994年　859-860頁